# Edward Courtenay, 1:e earl av Devon

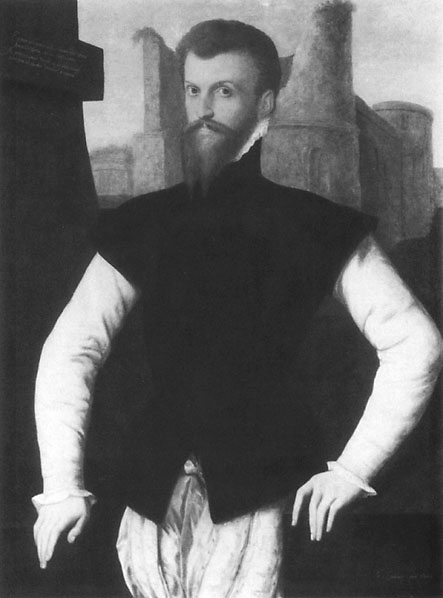
Edward Courtenay, earl av Devon

Edward Courtenay, 1:e earl av Devon född år 1527, död år 1556, var en engelsk adelsman. Han ingick i den engelska tronföljden och är känd för att ha deltagit i ett uppror mot Maria I. 

## Biografi
Han var Henry Courtenays ende son, som han fick tillsammans med sin andra hustru Gertrude Blount.
Hela familjen Courtenay blev i november 1538 tillfångatagen och fängslades i Towern. Henry Courtenay anklagades för att ha konspirerat med Reginald Pole i en plan för att leda ett katolskt uppror. Han blev avrättad strax efter fängslandet.
Gertrude blev senare frisläppt och lyckades upprätthålla vänskapen med prinsessan Maria Tudor, vilket senare visade sig vara fördelaktigt.
Edward var den sista arvingen till adelssläkten Plantagenet, som före Rosornas krig var kungaätt i England. På grund av detta ansågs han vara ett stort hot mot den styrande ätten och frisläpptes därför inte.

### Uppror
När Edward IV dog 1553, kunde arvingen Jane Grey överta tronen. Maria Tudor samlade 20 000 man vid Framlingham Castle och marscherade till London för att själv kräva rätten till tronen. Jane avsattes och i juli 1553 kunde Maria förklaras som drottning av England. Gertrude Blount var fortfarande Marias nära vän, och säkrade frisläppandet av Edward Coutenay efter 15 år i Towern. 
Maria fattade snart tycke för sin adliga kusin Edward Courtenay. Hon utnämnde honom till "greve av Devon" den 3 september 1553. Den 29 september samma år blev han även medlem i Bathorden. Stephen Gardiner ansåg att Edward var en lämplig make till Maria och uppmuntrade honom till giftermål. Maria däremot avfärdade honom för att i stället gifta sig med Filip II av Spanien. Engelsmännen hyste ett nationellt agg emot spanjorer och därför var det inte populärt att drottningen gifte sig med den spanske prinsen Filip II. Courtenay gav inte upp förhoppningarna, utan vände uppmärksamheten till Marias yngre halvsyster Elisabet. Man presenterade ett antal röster för att Elisabet och Courtenay skulle ersätta de nuvarande regenterna.
Plötsligt blev Wyatts uppror känt. Thomas Wyatt d.y. var bland de protestanter som fruktade katolsk förföljelse under Maria och Filips regim, och gjorde uppror i protest mot giftermålet mellan drottning Maria och Filip. Upproret ägde rum tidigt i januari 1541, men motarbetades starkt och oroligheterna lade sig redan i mars. 
Det gick rykten om att Courtenay inte bara varit delaktig i förhandlingarna med Wyatt utan också planerade liknande uppror i Devonshire och Cornwall. Strax därefter anklagades Edward Courtenay och Elisabet för att bära ansvaret för upproret. De fängslades och sattes i Towern i väntan på rättegång. Edward flyttades till Fotheringhay i maj.

### Landsförvisad
Simon Renard, den spanska ambassadören, ansåg att Courtenay och Elisabet utgjorde ett stort hot mot Maria och Filip. Han krävde att Courtenay och Elisabet skulle avrättas innan Filip anlände till England för att gifta sig med Maria. I väntan på domen låstes Courtenay och Elisabet in. Dock hade man inte tillräckligt med bevis för att de hade deltagit i upproret och därför blev de aldrig dömda och avrättade. Under tiden gifte sig Maria och Filip.
Senare blev Elisabet frisläppt och snart därefter även Courtenay. År 1555 blev han landsförvisad till Kontinentaleuropa. Nästa gång som man hörde från Courtenay var i november samma år. Han skrev då ett brev från Bryssel och bönföll om att få återvända till England. Hans förfrågan avvisades. Edward Courtenay behöll fortfarande titeln greve av Devon, med all rätt till de tillhörande egendomarna, men satte aldrig foten på engelsk mark under resten av sin livstid.

### Död
Edward Courtenay dog år 1556 när han var 29 år gammal. Dödsfallet inträffade under en resa till Padua, Italien. Orsaken till hans plötsliga död är ännu okänd, men det finns misstankar om att han blev förgiftad. Andra tror att han dog av syfilis. Eftersom han var ogift och utan några egna barn blev hans egendom uppdelad mellan de närmaste manliga släktingarna, vilka tillhörde femte generationen ättlingar till Sir Hugh Courtenay.